# Rita Di Leo
Rita Di Leo (San Ferdinando di Puglia, 27 aprile 1939) è una storica ed economista italiana.

## Biografia
Sorella di Fernando Di Leo, fu sposata a Aris Accornero. Legata al gruppo operaista romano di Mario Tronti e Alberto Asor Rosa, collaborò alle riviste Quaderni Rossi, Classe operaia, Contropiano, Laboratorio politico. Insegnò all'Istituto Universitario Orientale di Napoli, dove diresse il Dipartimento di Scienze Sociali, e all'Università degli Studi di Roma "La Sapienza".

## Opere principali
- I braccianti non servono: aspetti della lotta di classe nella campagna pugliese, Torino, Einaudi, 1961
- Operai e sistema sovietico, Bari, Laterza, 1970
- Operai e fabbrica in Unione Sovietica, Bari, De Donato, 1973
- Il modello di Stalin: il rapporto tra politica ed economia nel socialismo realizzato, Milano, Feltrinelli, 1977
- Occupazione e salari nell'URSS: 1950-1977, Milano, Etas, 1980
- L'economia sovietica tra crisi e riforme (1965-1982), Napoli, Liguori, 1983
- Vecchi quadri e nuovi politici: chi comanda davvero nell'ex Urss, Bologna, Il mulino, 1992
- Il primato americano: il punto di vista degli Stati Uniti dopo la caduta del muro di Berlino, Bologna, Il mulino, 2000
- Lo strappo atlantico: America contro Europa, Roma-Bari, Laterza, 2004
- Il ritorno delle élites, Roma, Manifestolibri, 2012
- Cento anni dopo. 1917-2017: da Lenin a Zuckerberg, Roma, Ediesse, 2017
- L'età della moneta: i suoi uomini, il suo spazio, il suo tempo, Bologna, Il mulino, 2018